# Laubhütter Gangzug
Beim Laubhütter Gangzug handelt es sich um ein System von Gangstörungen im westlichen Harz. Er verläuft im Eichelbachtal südlich von Bad Grund. Der südlichste der Oberharzer Erzgänge teilt sich in den Laubhütter und Sülzkapper Gang. Bei Untersuchungsarbeiten in den Jahren 1930 bis 1961 durch das benachbarte Erzbergwerk Grund wurde ein Erzmittel mit 700 Meter streichender und 270 Meter fallender Ausdehnung entdeckt.  

## Verlauf (projiziert auf die Tagesoberfläche)
Verlauf der drei Einzelgänge westlich des Fahlenbergs nicht bekannt. 
Fahlenberg - Ehemaliger Schlammteich Erzbergwerk Grund (hier Aufblätterung in drei Teilgänge) - Laubhütte (Ortsteil von Bad Grund, hier erzführend) - Talsohle des Eichelbachtales - Kalbeborn - Querung des Innerstetals - Johannistal.
Weiterer Verlauf im Osten nicht bekannt. Es wird vermutet, dass alte Bergbaustollen in Buntenbock den Laubhütter Gangzug erkundeten.
Der Sülzkapper Gang liegt etwas südlich vom Laubhütter Gang und ist in seinem Verlauf wenig erforscht.

## Paragenese, Besonderheiten
Trotz umfassender bergmännischer Erkundung durch die Preussag finden sich in der Literatur kaum Hinweise auf die mineralische Ausfüllung des Laubhütter Gangzuges. Bei Stoppel werden als Erz lediglich Chalkopyrit und als Gangart Baryt genannt.

## Aufschlüsse
Übertägige geologische Aufschluss sind nicht bekannt. Der Verlauf des Gangzuges wird durch vereinzelte Pingen angezeigt.

## Bergbaugeschichtlicher Überblick
Eine Untersuchung des Laubhütter Gangzuges erfolgte durch den Laubhütter Stollen. Dieser Stollen wurde wahrscheinlich schon im 16. Jahrhundert begonnen, um dem Silbernaaler Gangzug als Wasserlösungsstollen zu dienen und nach 200 Metern wieder aufgegeben. Ursprünglich sollte er bis zur Grube Haus Braunschweig vorgetrieben werden. Ein erneuter Angriff erfolgte im Jahr 1686, wieder mit der Absicht, den Stollen bis zur Grube Haus Braunschweig durchzutreiben. Der Stollen sollte eine Gesamtlänge von knapp 3,5 km erreichen und nach 50 Jahren seine Funktion aufnehmen. Aufgrund mangelnder Bewetterung begann man 1705 bzw. 1706 mit dem Auffahren eines 5,5 Lachter höheren Stollens, warf ihn aber 1717 wieder ab, da die Bewetterung inzwischen mit technischen Hilfsmitteln möglich wurde. Da im weiteren Verlauf aufgrund des Gebirges keine Lichtlöcher und somit keine ausreichende Bewetterung mehr möglich war und zuletzt aufgrund hohen Holzverbrauchs, wurde der Stollen 1719 aufgelassen. Er hatte eine Gesamtlänge von knapp 1,7 km und führte ausschließlich durch taubes Gestein.
Über weitere Bergbauversuche liegen nur spärliche Informationen vor. Der Sülzkapper Gang wurde durch den Sülzkapper Stollen (1794) aufgeschlossen.